# Mercat Central de Reus
El Mercat Central de Reus és un edifici de planta baixa dissenyat per l'arquitecte Antoni Sardà i Moltó, i protegit com a bé cultural d'interès local.

## Descripció
És un edifici públic exempt que ocupa tota una illa, situat davant de l'antic Hospital de sant Joan. Està format per una gran nau central i dues laterals, amb entrada pels quatre costats. La coberta és d'estructura metàl·lica i les seves façanes són de composició racionalista amb línies horitzontals molt marcades. La façana principal està composta per un cos central, remarcant l'entrada amb obertures estretes i verticals, al que s'adossen dos cossos laterals amb obertures horitzontals contínues i corregudes. És l'obra més important del moviment modern a Reus. El seu disseny inicial ocupava una superfície de 4.600 metres quadrats i es preveia que acolliria unes 350 parades.

## Història
Els terrenys on s'aixeca eren la seu del Teatre Circ, propietat de la societat El Círcol, i els jardins que l'envoltaven. Inaugurat el 1901, el Teatre Circ era un teatre d'estiu que va mantenir l'activitat fins als anys 30, quan, ja molt deteriorat, l'Ajuntament va adquirir-lo i el va enderrocar poc després. Segons Ramon Amigó, des de mitjans del segle xix es discutia la nova ubicació del mercat que se celebrava en aquell temps a la plaça del Mercadal que a vegades quedava petita o impedia activitats lúdiques i públiques, i va costar força posar-se d'acord en quin indret s'havia de situar. A la llista hi trobem espais com la plaça del Baluard, el pati de Miró, la placeta de sant Narcís o el Raval de Robuster, entre d'altres.
La construcció d'un nou mercat central, modern i higiènic va ser una de les obres que més va interessar al govern municipal republicà d'esquerres. Els plànols de l'arquitecte Sardà van ser exposats públicament al Centre de Lectura i les obres s'iniciaven el 1934, però l'arribada al consistori d'elements conservadors a partir dels fets d'octubre del mateix any i la revolta militar del 1936 les van paralitzar completament. Represes l'any 1944 es van acabar el 1949 i es van inaugurar el dia de Sant Pere, coincidint amb la Festa Major. Amb l'estructura de l'edifici acabada, l'octubre de 1948 s'hi va celebrar la Fira de Mostres. Va començar a funcionar amb el trasllat de tota l'activitat de la plaça del Mercadal, la plaça del Castell, les Pescateries Velles i els carrers de l'entorn. Hi havia un espai destinat a la venda al detall, el projecte de l'arquitecte preveia llocs per a carn, porc, comestibles, fruita i verdura, aviram i peix, i uns altres espais per a la venda a l'engròs, amb 16 llocs per a majoristes. El trasllat dels majoristes al Mercat del Camp l'any 1987 va plantejar la modernització de l'interior del Mercat Central, cosa que es va fer, sense tocar l'estructura monumental de l'edifici.
L'edifici es va reformar, i les obres acabaren el 1991, en el marc d'una actuació urbanística que va renovar tota la zona. Actualment la superfície del Mercat Central dedicada a la venda és de 3.915m2, però en disposa de 443 més per a l'àrea de cambres frigorífiques i serveis compartits i ofereix servei amb 127 parades de carn, fruita i verdura i peix.